# عماد الدين الرشيد
عماد الدين محمد الرشيد هو نائب عميد كلية الشريعة، جامعة دمشق.
"رئيس أكاديمية باشاك شهير"
"الرئيس التنفيذي لمركز الاستشراق للدراسات والأبحاث"

## حياته
من مواليد مدينة فيق، القنيطرة عام 1965 وهو أب لولدين وبنت واحدة.
عرف بفكره الإنساني المنفتح، ووطنيته المشهودة وتواصله مع سائر التيارات والأفكار ودعوته الدائمة إلى الحوار.
اعتقل لدى عودته من الأردن يوم الأربعاء 7 نيسان 2011 إثر مقابلة مع قناة العربية وتم الإفراج عنه بعد ما يقارب الشهر.

## شهادته
- حاصل على إجازة من كلية الشريعة، جامعة دمشق.
- حاصل على دبلوم التأهيل التربوي، كلية التربية، جامعة دمشق.
- حاصل على دكتوراه في الشريعة (حديث)جامعة الجنان1998.
- حاصل على دكتوراه في الشريعة (أصول الفقه)جامعة دمشق عام1999.

## عمله
- نائب عميد كلية الشريعة للشؤون العلمية في جامعة دمشق.
- مُدَرس في كلية الآداب، جامعة دمشق.
- رئيس قسم الدراسات العليا في كلية الكانمي، بنيجيريا سابقاً.
- باحث ومدير مركز الدراسات الأكاديمية،دمشق – نيجيرية.
- أستاذ أصول الفقه  جامعة العلوم الإسلامية العالمية   الأردن ٢٠٠٩-٢٠١٣
- رئيس أكاديمية باشاك شهير استنبول ٢٠١٥ حتى تاريخه
- المدير التنفيذي  لمركز الاستشراف للدراسات والبحوث
- معد برامجي في مركز الزهرة للإنتاج الفني بدمشق سابقاً.
- أقام العديد من الدورات المكثفة في أصول الفقه، والحديث الشريف، ومقاصد الشريعة، في سوريا، ولبنان، والأردن، ونيجيريا.
- ألقى الكثير من المحاضرات الدعوية في المراكز الثقافية في المحافظات.

## المؤلفات المنشورة
- نظرية نقد الرجال ومكانتها في ضوء البحث العلمي.
- أسباب النـزول وأثرها في بيان النصوص.
- الأدلة الراجحة على فرضية قراءة الفاتحة.
- سلسلة مفاهيم أساسية صدر منها: البدعة، اختلاف الفقهاء، الاجتهاد والتقليد، التأويل، المواطنة، المرجعية، الحرية في الإسلام، نقد المتن. الدراما في النص القرآني.
- سلاسل تربوية للأطفال.
- أ – سلسلة: (جابر – لوِّن) صدر منها:

1ً – المفاهيم (1-2) 		2ً – الصحة والتغذية (1-2)
3ً – مواقف تربوية (1-2)		4ً – مواقف اجتماعية (1-2)
- ب– سلسلة: مغامرات جابر (2,1)
- الزواج في ضوء الكتاب والسنة.
- أسس الزواج.
- العلاقات الداخلية في الأسرة.
- حقيقة العلاقة بين الأبوة والبنوة.
- اليهود تحت المجهر (ثلاثة أعداد)
- العزوبة إلى أين.
- رحلة مع الطفولة.
- رفرفات العيد.
- النفس البشرية في الإسلام.
- ثقافة الخطيب.

## وصلات خارجية
- عماد الدين الرشيد على موقع أرشيف الشارخ.
- الموقع الإلكتروني للدكتور